# Salaruelkopf
Salaruelkopf är en bergstopp i Österrike.   Den ligger i förbundslandet Vorarlberg, i den västra delen av landet, 500 km väster om huvudstaden Wien. Toppen på Salaruelkopf är 2 841 meter över havet, eller 39 meter över den omgivande terrängen. Bredden vid basen är 0,50 km. Salaruelkopf ingår i Rätikon.
Terrängen runt Salaruelkopf är huvudsakligen bergig, men åt nordväst är den kuperad. Närmaste större samhälle är Feldkirch, 19,9 km norr om Salaruelkopf. 
Trakten runt Salaruelkopf består i huvudsak av gräsmarker. Runt Salaruelkopf är det ganska glesbefolkat, med 47 invånare per kvadratkilometer.